# Kelly Packard
Kelly Chemane Packard (Glendale, 29 gennaio 1975) è un'attrice statunitense.
L'attrice è nota per aver interpretato quattro ruoli diversi nel telefilm Baywatch, all'inizio come comparsa, dal 1992 in seguito, tra il 1997 e il 1999, come protagonista, nel ruolo di April Giminski.
Si è sposata nel 1997. Nel 2004 ha avuto una bambina di nome Aubrey Lin.
Le piace il tennis, la pallacanestro e la pallavolo.

## Filmografia parziale

### Cinema
- Newman, robot di famiglia (And You Thought Parents Were Weird), regia di Tony Cookson (1991)
- Baby Bigfoot, regia di Art Camacho (1997)
- Get Your Stuff, regia di Max Mitchell (2000)
- Auto Focus, regia di Paul Schrader (2002)
- Il fidanzato della mia ragazza (My Girlfriend's Boyfriend) regia di Daryn Tufts (2010)

### Televisione
- Living Dolls – serie TV, 1 episodio (1989)
- The Wonder Years – serie TV, 1 episodio (1990)
- Blossom - Le avventure di una teenager (Blossom) – serie TV, 2 episodi (1990-1992)
- Una bionda per papà (Step by Step) – serie TV, 1 episodio (1993)
- California Dreams – serie TV, 78 episodi (1992-1997)
- Crescere, che fatica! (Boy Meets Girl) – serie TV, 3 episodi (1992-1995)
- Baywatch – serie TV, 50 episodi (1991-1999)

### Doppiatrice
- La famiglia della giungla – serie animata, 1 episodio (2001)